# Kyōta Sakakibara
Kyota Sakakibara (japanisch 榊原 杏太 Sakakibara Kyota; * 20. Oktober 2001 in der Präfektur Shizuoka) ist ein japanischer Fußballspieler.

## Karriere
Kyota Sakakibara erlernte das Fußballspielen in der Jugendmannschaft von Nagoya Grampus sowie in der Universitätsmannschaft der Risshō-Universität. Vom 12. Mai 2022 bis Saisonende 2022 wurde er an seinen Jugendverein Nagoya Grampus ausgeliehen. Der Verein spielte in der ersten Liga, der J1 League. Hier kam er jedoch nicht zum Einsatz. Nach der Ausleihe kehrte er Ende Januar 2023 zur Universität zurück. Am 17. Februar 2023 wechselte er ein weiteres Mal auf Ausleihe zu Nagoya Grampus. In der Saison 2023 bestritt er ein Spiel im Ligapokal. Hier kam er am 24. Mai 2023 in einem Gruppenspiel gegen Vissel Kōbe zum Einsatz. Bei der 0:1-Heimniederlage stand er in der Startelf und wurde in der 71. Minute gegen Kosuke Uchida ausgewechselt. Nach der Ausleihe wurde Sakakibara am 1. Februar 2024 fest von Nagoya Grampus unter Vertrag genommen. Sein Erstligadebüt gab Kyota Sakakibara am 28. April 2024 (10. Spieltag) im Auswärtsspiel gegen die Urawa Red Diamonds. Bei der 2:1-Niederlage wurde er in der 81. Minute für Shō Inagaki eingewechselt.